# Arenópolis
Arenópolis là một đô thị ở bang Goiás. 
Dân số đô thị này năm 2004 ước khoảng 3.923 người.